# János Székely (piłkarz)
János József Székely (ur. 13 maja 1983 w Timișoarze) – rumuński piłkarz węgierskiego pochodzenia występujący na pozycji pomocnika.

## Kariera klubowa
Wychowanek klubu Politehnica Timișoara z rodzinnego miasta Timișoara. W 2001 roku włączono go do składu pierwszego zespołu. W ciągu dwóch lat rozegrał w tym klubie 8 ligowych meczów. W latach 2002–2003 szkolił się w akademiach włoskich klubów AC Ancona i Perugia Calcio. W 2003 roku powrócił do Rumunii, by ukończyć edukację i został graczem Universitatei Kluż. Przez cztery sezony wystąpił w barwach tego zespołu w 90 spotkaniach, zdobywając 22 gole.
Székely grał następnie w Oțelulu Gałacz, gdzie wystąpił w sumie 41 razy, strzelając 9 bramek. W 2008 roku został zawodnikiem Steauy Bukareszt, grającej wówczas w Lidze Mistrzów. W tych rozgrywkach zadebiutował przeciwko Bayernowi Monachium, a na murawie pojawiał się jeszcze czterokrotnie. W sezonie 2009/10 i 2010/11 występował wraz z nim w Lidze Europejskiej. Z zespołem ze stolicy Rumunii zdobył krajowy puchar w 2011 roku, po czym odszedł z klubu.
Székely postanowił wyjechać z kraju, szukając angażu w zagranicznej drużynie. Jeszcze w 2011 roku został piłkarzem Wołgi Niżny Nowogród. W rosyjskim zespole rozegrał zaledwie 7 spotkań. Po zakończeniu rozgrywek wyjechał na testy do Korony Kielce, z którą podpisał kontrakt 22 sierpnia. W ośmiu pojedynkach Ekstraklasy strzelił jednego gola, rozstając się z klubem po rundzie jesiennej. Na początku 2013 roku powrócił do Universitatei Kluż. Od 2014 roku do 2015 roku był graczem ASA Târgu Mureș, dla której rozegrał 7 spotkań. W latach 2015–2018 grał we włoskich klubach z niższych kategorii rozgrywkowych: 1913 Seregno Calcio, Calcio Lecco 1912 i FBC Saronno 1910.

## Kariera reprezentacyjna
W 2008 roku zaliczył występ w reprezentacji Rumunii B.

## Sukcesy
Steaua Bukareszt
- Puchar Rumunii: 2010/11